# 342843 Davidbowie
342843 Davidbowie eller 2008 YN3 är en asteroid i huvudbältet som upptäcktes den 21 december 2008 av den tyske astronomen Felix Hormuth vid Calar Alto-observatoriet. Den är uppkallad efter den brittiske sångaren och skådespelaren David Bowie.